# 1997 QD2
1997 QD2 är en asteroid i huvudbältet som upptäcktes den 27 augusti 1997 av de båda japanska astronomerna Takeshi Urata och Yoshisada Shimizu vid Nachi-Katsuura-observatoriet.
Asteroiden har en diameter på ungefär 13 kilometer och den tillhör asteroidgruppen Eos.